# プチエンジェル
プチエンジェル（Petit-angel）は、日本のレコード会社・バップによって選出された、グラビアアイドルのグループである。
2000年終盤に第1期、2002年初めに第2期として、それぞれ4人ずつ選出された。各々のメンバーのイメージビデオがVHS・DVDとして、1人ずつ1ヵ月ごとに発売された。同時に、それぞれの発売記念イベントなども行われた。
しかしライバル会社の「ファイブスターガール」のような勢いはなく、また選出したタレントが小向美奈子などを除いてはほとんど地味な印象だったこともあり、わずか2年で打ち切りとなった。

## 選出メンバー
便宜上、それぞれの期に年度表記を追加する。メンバー記述は「プチエンジェル」名義で発売したイメージビデオ（VHS・DVD）が発売された順とし、選出当時の芸名・発売日を記述する。なお（）内はその後の芸名である。

### 第1期（2001年度）
- 小向美奈子 2000年11月22日発売
- 鈴木繭菓 2000年12月21日発売
- 高木梓（高木あずさ） 2001年1月24日発売
- 井上望（いのうえのぞみ） 2001年2月21日発売

### 第2期（2002年度）
- 朝比奈えり 2002年1月23日発売
- 古賀美智子（F チョッパー KOGA） 2002年2月21日発売
- 椎名真白 2002年3月21日発売
- 東琴乃（琴乃） 2002年4月24日発売